# Han Song
Han Song (韩松S; Chongqing, 1965) è uno scrittore di fantascienza e giornalista cinese.

## Biografia
Nato nel 1965 a Chongqing, Han lavora come giornalista per l'agenzia di stampa statale Agenzia Nuova Cina.

La sua prima raccolta di racconti, Gravestone of the Universe (宇宙墓碑) è stata pubblicata nel 1981 sulla rivista taiwanese Huanxiang. L'opera fu pubblicata nella Repubblica popolare cinese ben dieci anni dopo, perché gli editori trovarono il suo tono troppo cupo. 

Han ha ricevuto sei volte il Premio Yinhe. Il Los Angeles Times lo ha descritto come il maggiore esponente della fantascienza cinese. 

## Attività letteraria
Secondo il China Daily, Han si descrive come un "convinto nazionalista" e il suo lavoro critica il desiderio della Cina di occidentalizzarsi il più velocemente possibile: ritiene che "uno sviluppo accelerato non sia in accordo con i valori asiatici", e che l’adozione delle “entità aliene” della scienza, della tecnologia e della modernizzazione da parte dei cinesi li trasformerà in mostri. 

Uno degli argomenti principali delle opere di Han è il conflitto tra Cina e Stati Uniti, oltre alla satira riguardante lo stato cinese. La maggior parte delle sue opere sono vietate nella Cina continentale. 

## Opere
I romanzi di Han includono tra molti altri: 

- My Homeland Does Not Dream, il cui tema è lo stato che droga le persone affinché lavorino mentre dormono. [4]
- 2066: Red Star Over America (2000), che descrive il collasso degli Stati Uniti in un mondo dominato dalla Cina. [4]
- Oceano Rosso (2004), l'unico romanzo tradotto in italiano.[6] [7]
- Subway (2010), un romanzo di viaggiatori spaziali cinesi che ritornano in una metropolitana post-apocalittica di Pechino. [5]